# Estrébœuf

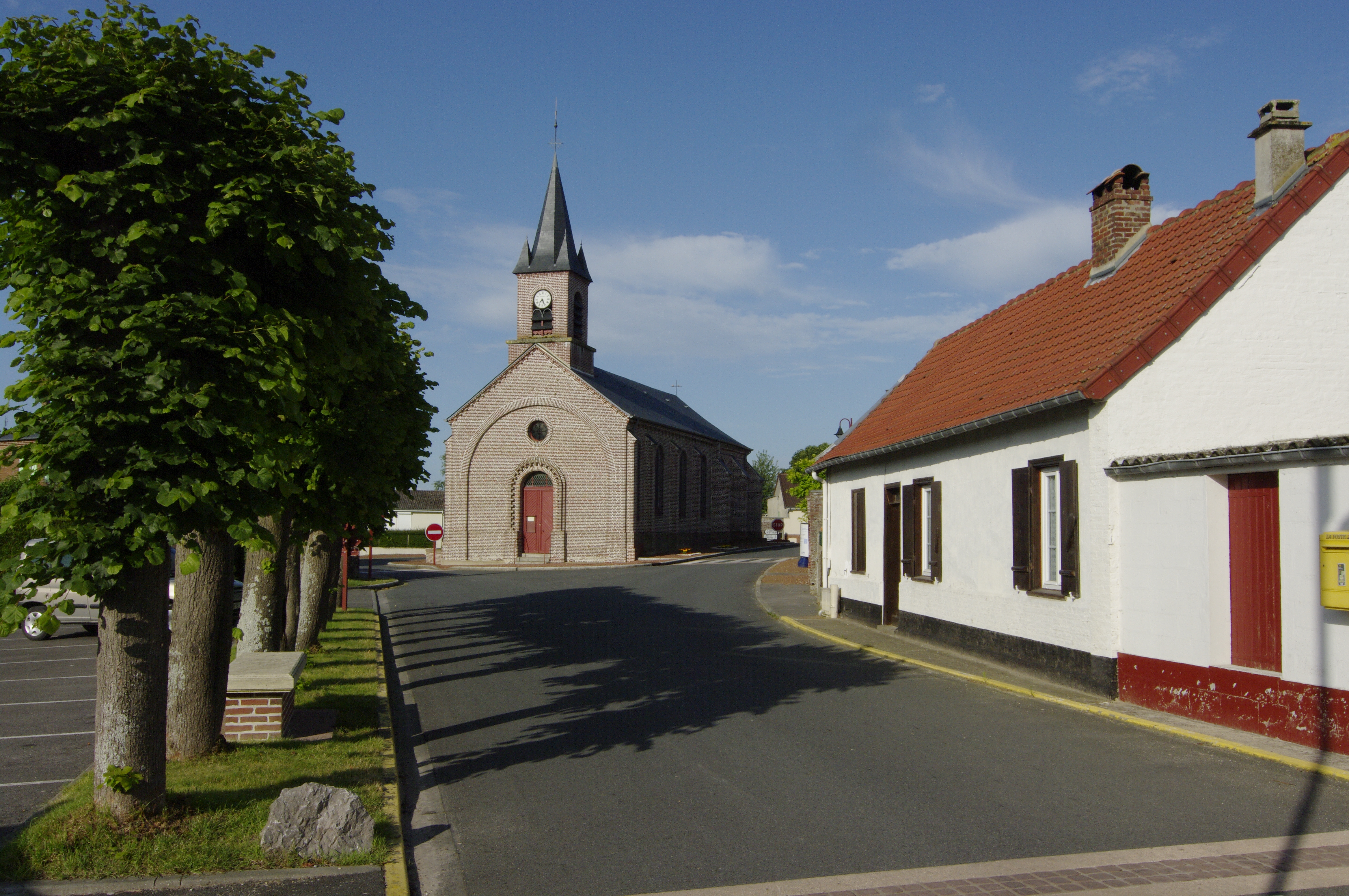
Le centre du village.

Estrébœuf est une commune française située dans le département de la Somme, en région Hauts-de-France.
Depuis le 13 février 2020, la commune fait partie du parc naturel régional de la Baie de Somme Picardie Maritime.
La commune fait partie des villages labellisés Pays d'art et d'histoire qui œuvrent à mettre en avant leur patrimoine,.

## Géographie

### Localisation
Estrébœuf est un village picard du Vimeu.
Limitrophe de Saint-Valery-sur-Somme, la localité est située à 9 km au nord-est de Friville-Escarbotin,  16 km au nord-ouest d'Abbeville, 19 km au nord-est d'Eu-Le Tréport et à 57 km au nord-ouest d'Amiens à vol d'oiseau.
Le territoire de la commune est limitrophe de ceux de quatre communes.
Les communes limitrophes sont  Arrest, Boismont, Pendé et Saint-Valery-sur-Somme.

### Hydrographie

#### Réseau hydrographique

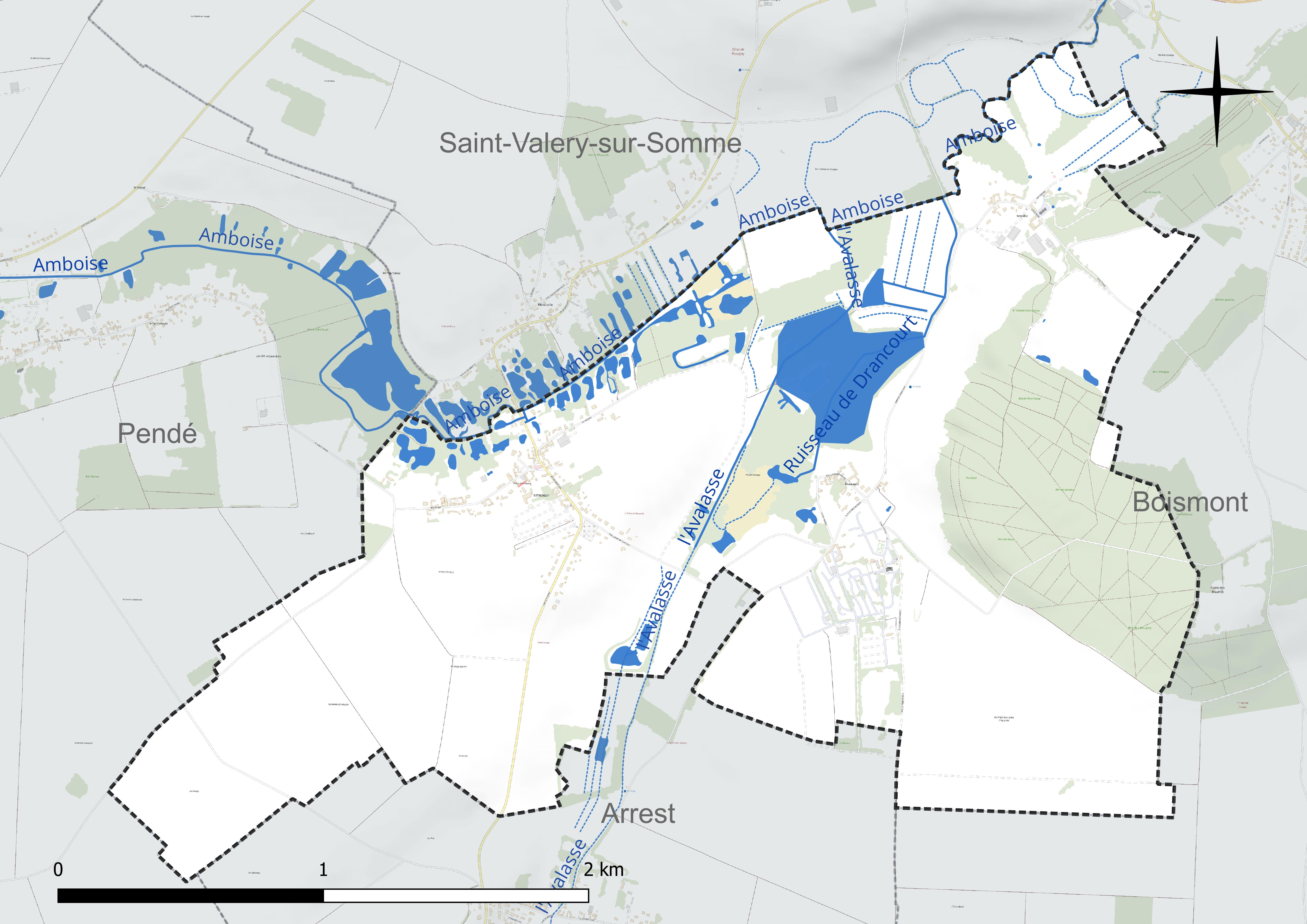
Réseau hydrographique d'Estrébœuf.

La commune est située dans le bassin Artois-Picardie. Elle est drainée par l'Amboise et le ruisseau de Drancourt,.
L'Amboise, affluent du fleuve côtier Somme et ses marais constituent la limite nord-ouest de la commune.
Celle-ci est également drainée par l'Avalasse et le ruisseau de Drancourt.

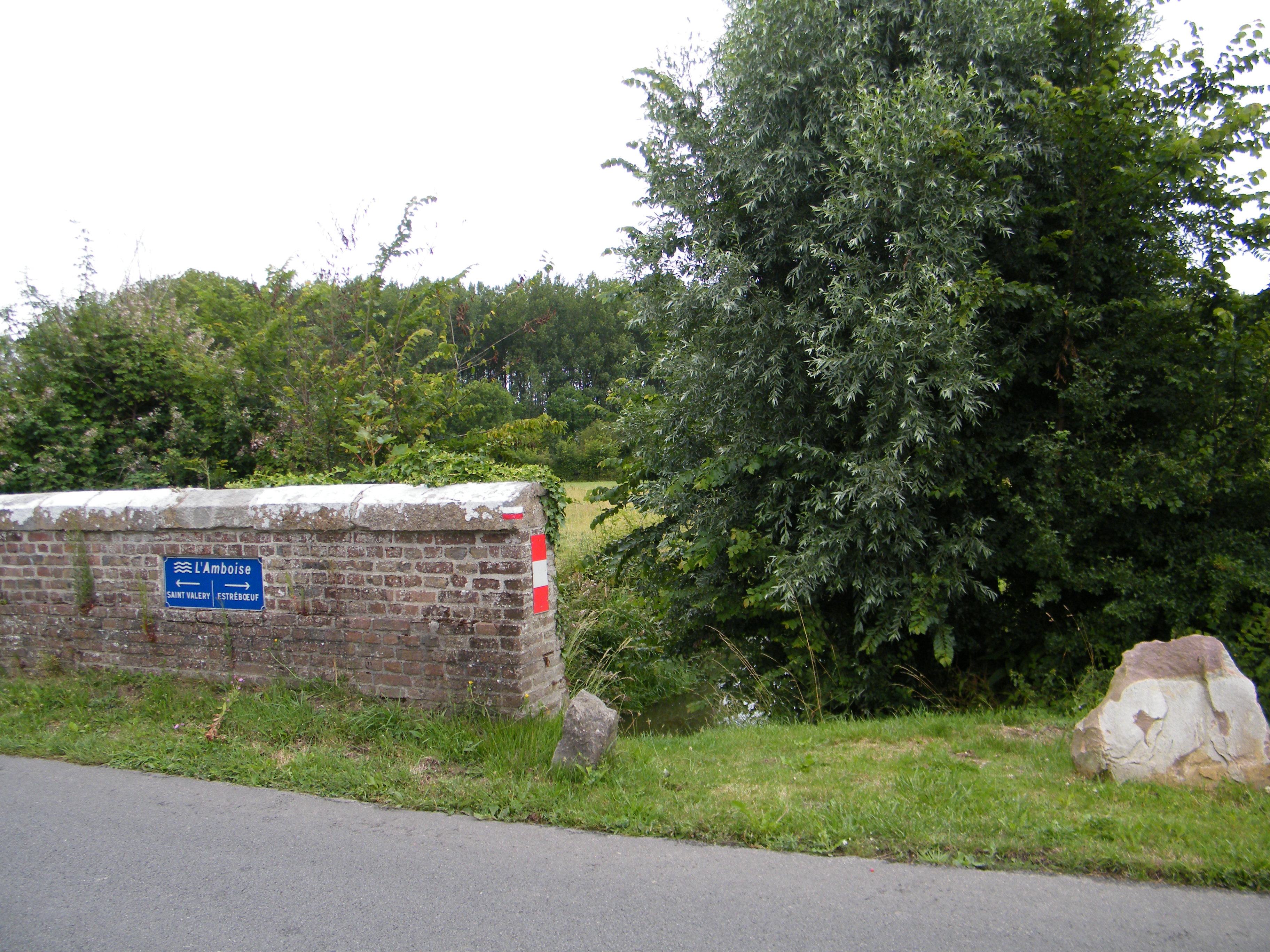
L'Amboise sert de limite entre Estrébœuf et Ribeauville (un hameau de Saint-Valery).
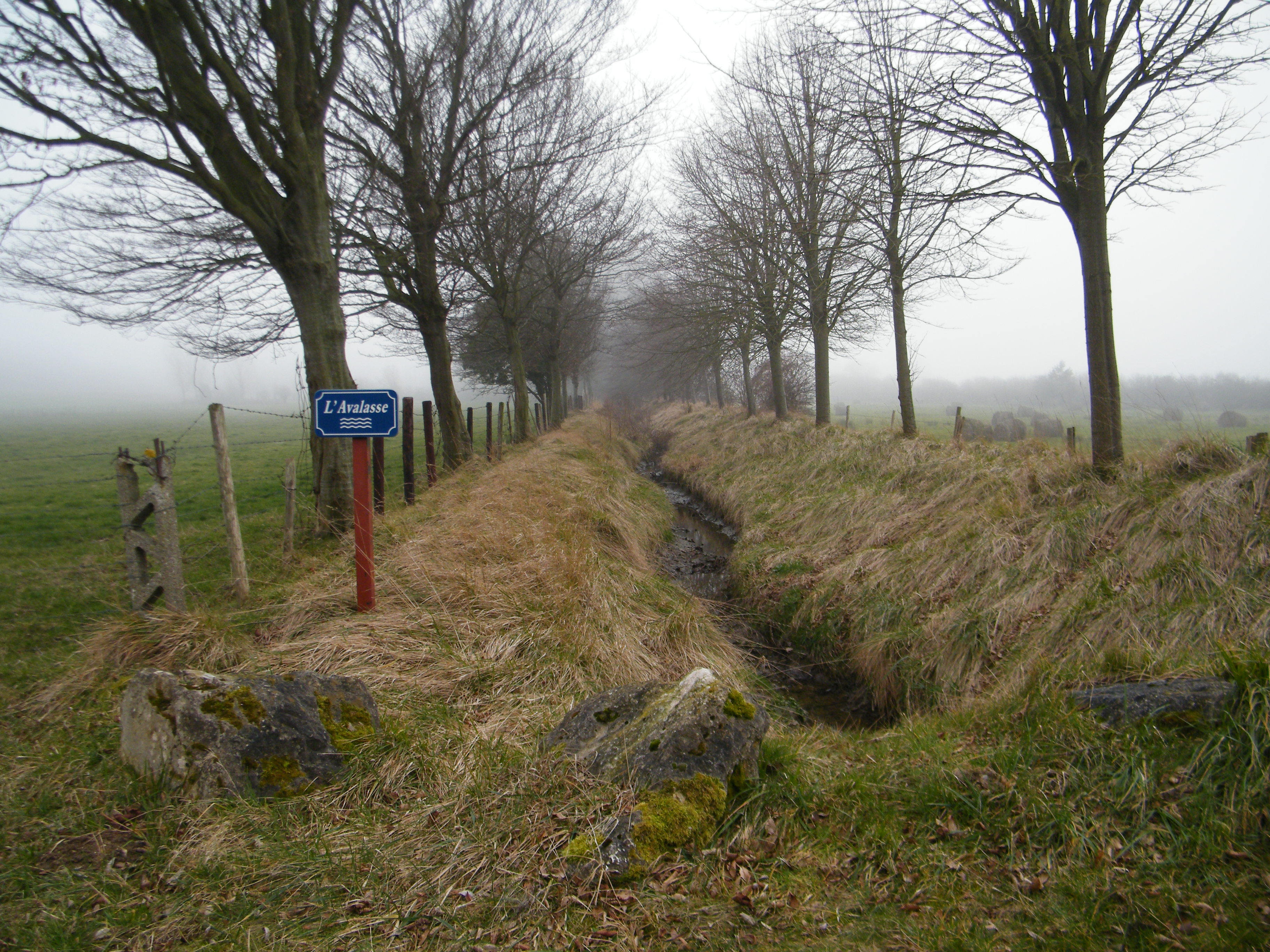
L'Avalasse.

#### Gestion et qualité des eaux
Le territoire communal est couvert par le schéma d'aménagement et de gestion des eaux (SAGE) « Somme aval et Cours d'eau côtiers ». Ce document de planification concerne un territoire de 1 835 km2 de superficie, délimité par le bassin versant de la Somme canalisée. Le périmètre a été arrêté le 29 avril 2010 et le SAGE proprement dit a été approuvé le 6 août 2019. La structure porteuse de l'élaboration et de la mise en œuvre est le syndicat mixte d'aménagement hydraulique du bassin versant de la Somme (AMEVA).
La qualité des cours d'eau peut être consultée sur un site dédié géré par les agences de l'eau et l'Agence française pour la biodiversité.

### Climat
Pour des articles plus généraux, voir Climat des Hauts-de-France et Climat de la Somme.
En 2010, le climat de la commune est de type climat océanique franc, selon une étude du CNRS s'appuyant sur une série de données couvrant la période 1971-2000. En 2020, Météo-France publie une typologie des climats de la France métropolitaine dans laquelle la commune est exposée à un climat océanique et est dans la région climatique Côtes de la Manche orientale, caractérisée par un faible ensoleillement (1 550 h/an) ; forte humidité de l'air (plus de 20 h/jour avec humidité relative > 80 % en hiver), vents forts fréquents.
Pour la période 1971-2000, la température annuelle moyenne est de 10,8 °C, avec une amplitude thermique annuelle de 13 °C. Le cumul annuel moyen de précipitations est de 838 mm, avec 12,6 jours de précipitations en janvier et 8,3 jours en juillet. Pour la période 1991-2020, la température moyenne annuelle observée sur la station météorologique la plus proche, située sur la commune de Cayeux-sur-Mer à 9 km à vol d'oiseau, est de 11,4 °C et le cumul annuel moyen de précipitations est de 761,1 mm,. Pour l'avenir, les paramètres climatiques de la commune estimés pour 2050 selon différents scénarios d'émission de gaz à effet de serre sont consultables sur un site dédié publié par Météo-France en novembre 2022.

## Urbanisme

### Typologie
Au 1er janvier 2024, Estrébœuf est catégorisée commune rurale à habitat dispersé, selon la nouvelle grille communale de densité à sept niveaux définie par l'Insee en 2022.
Elle est située hors unité urbaine et hors attraction des villes,.

### Occupation des sols
L'occupation des sols de la commune, telle qu'elle ressort de la base de données européenne d'occupation biophysique des sols Corine Land Cover (CLC), est marquée par l'importance des territoires agricoles (70,6 % en 2018), en diminution par rapport à 1990 (74,9 %). La répartition détaillée en 2018 est la suivante : 
terres arables (56 %), forêts (25,1 %), prairies (10,1 %), zones agricoles hétérogènes (4,5 %), zones urbanisées (4,3 %). L'évolution de l'occupation des sols de la commune et de ses infrastructures peut être observée sur les différentes représentations cartographiques du territoire : la carte de Cassini (XVIIIe siècle), la carte d'état-major (1820-1866) et les cartes ou photos aériennes de l'IGN pour la période actuelle (1950 à aujourd'hui).

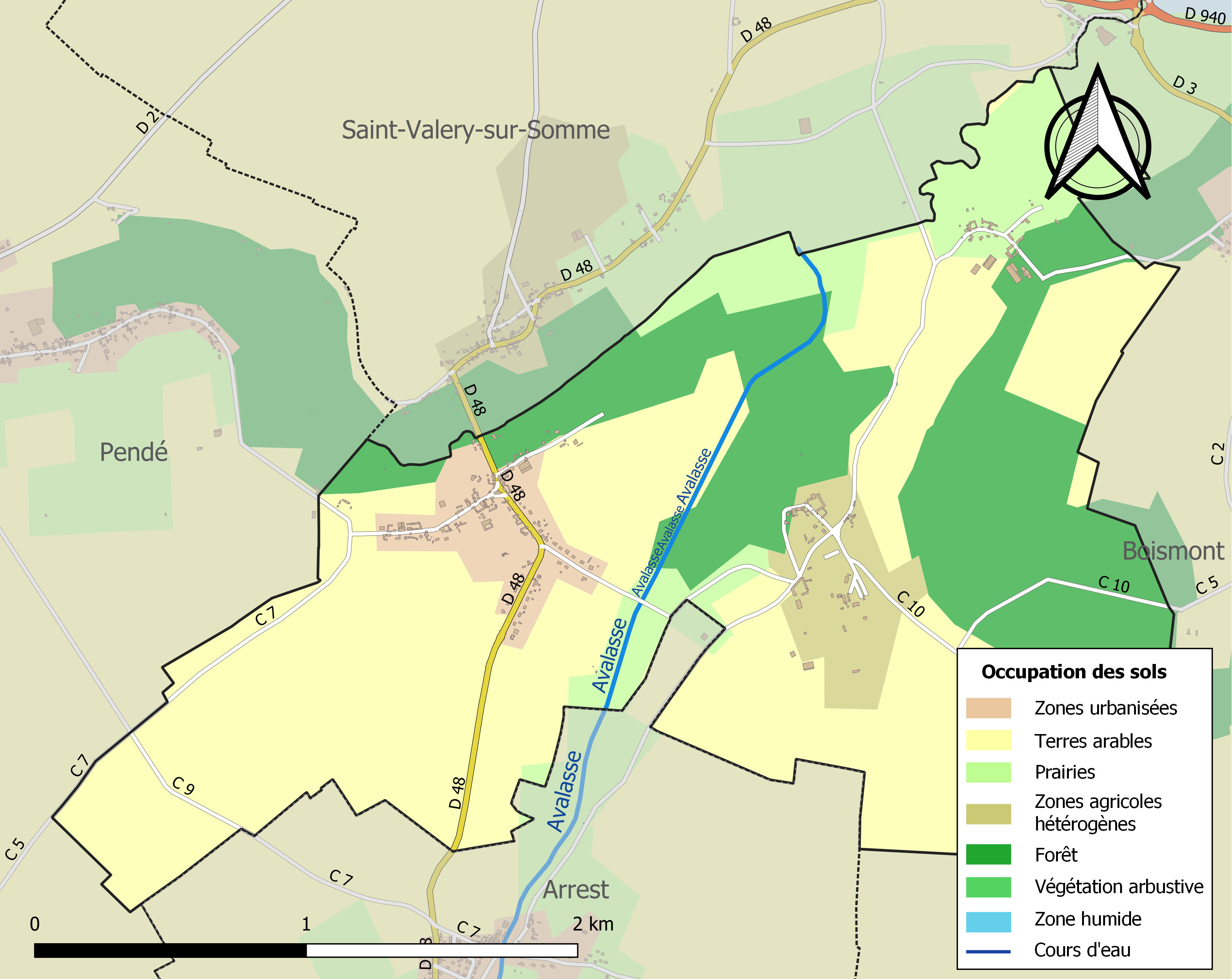
Carte des infrastructures et de l'occupation des sols de la commune en 2018 (CLC).

En 2024, l'espace Micheline-et-René-Vue s'ajoute à l'espace René-Delabie pour compléter la place de la Libération, permettant de rejoindre à pied le monument aux morts.

### Lieux-dits, hameaux et écarts
Le lieu-dit de Drancourt est situé à l'est de la commune.

### Voies de communication et transports
Situé sur l'axe reliant Saint-Valery-sur-Somme à Gamaches s'étire principalement de chaque côté de la route départementale 48.
En 2019, la localité est desservie par les lignes d'autocars no 6 (Cayeux - Saint-Valery - Abbeville) et no 7 (Lanchères - Friville) du réseau Trans'80, Hauts-de-France, chaque jour de la semaine sauf le dimanche et les jours fériés.

## Toponymie
Le nom de la localité est attesté sous les formes Scalbacius, Scalbacis, Scalbatis en 960 ; Destribovis en 1284 ou Destribouis (autre lecture du mot), Destrebeuf en 1301; Estrebuef en 1337 ; Estrebeuf-Neuville… ; Estrebæuf en 1648 ; Etrebeuf en 1710 ; Etrebœuf en 1763.
Albert Dauzat reprend l'hypothèse d'Ernst Gamillscheg en rendant compte de ce nom par un hypothétique destrui-bouis, formé avec bouis « bois » ou « buisson », mais il n'explicite pas le premier élément. Il sous-entend probablement « ruiné, ravagé », qui était le sens de l'ancien français destruit.
Ernest Nègre analyse le premier élément Estre- par le nom de personne norrois Starr que l'on rencontre dans Éterville (Calvados Starvilla XIe siècle), suivi du vieux norrois both « baraque, habitation »
Le toponyme *Destribœuf serait devenu *d'Estrébœuf par déglutination sous l'attraction probable d'estrée, ancien mot pour route, fréquemment attesté dans la toponymie picarde (cf. Estrées-en-Chaussée) et associé au bœuf, d'où l'étymologie populaire de « route du bœuf ». La forme picarde Détèrbeu cependant n'a pas été altérée par étymologie populaire, ce qui signifie que le toponyme moderne Estrébœuf est plutôt l'indice d'une réaction érudite.
Ernest Nègre rejette complètement la forme Destribovis pour tenter une explication par le vieux norrois à partir de la forme moderne Estrébœuf. Cependant, dans l'état actuel des sources, il n'y a aucun nom de lieu d'origine scandinave identifié avec certitude hors des frontières historiques du duché de Normandie, on peut tout au plus, pour la Picardie, invoquer son équivalent vieux bas francique *bod- ou *bud- que l'on retrouverait dans les Boubers de la Somme et du Pas-de-Calais et dans Babœuf (Somme, Batbudium en 986). De plus, les noms normands en -beuf (éventuellement aussi -bœuf) présentent tous des formes anciennes médiévales en -botum, -bodo, -buoth, -bot, -bu ou -bo, ce qui n'est pas le cas ici. En outre, cet élément n'est jamais associé à un nom de personne. Starr est de toute façon invérifiable ici, simplement possible phonétiquement.
L'hypothèse d'Albert Dauzat est au contraire fondée sur la seule analyse de la forme ancienne Destribouis en 1284. Le nom d'Estrébœuf reste donc largement obscur en l'absence de formes plus anciennes suffisamment caractérisées et d'éléments de comparaisons avec d'autres toponymes.

## Histoire
- Une pirogue celtique en chêne, de 30 pieds de long et 20 pouces de large, est découverte en 1834 dans la tourbe du marais[28].

## Politique et administration
| Période                                  | Période                      | Identité          | Étiquette     | Qualité |
| ---------------------------------------- | ---------------------------- | ----------------- | ------------- | --- |
| Les données manquantes sont à compléter. |                              |                   |               | |
| 1959                                     | 1995                         | Hilaire Jacques   |               | Commerçant |
| 1995                                     | En cours (au 8 octobre 2020) | Jean-Marie Machat | DVG puis LREM | Cadre du secteur privé Vice-président de la CC Baie de Somme Sud (2014 → 2016) Réélu pour le mandat 2020-2026, |

## Population et société

### Démographie

#### Évolution démographique
L'évolution du nombre d'habitants est connue à travers les recensements de la population effectués dans la commune depuis 1800. Pour les communes de moins de 10 000 habitants, une enquête de recensement portant sur toute la population est réalisée tous les cinq ans, les populations de référence des années intermédiaires étant quant à elles estimées par interpolation ou extrapolation. Pour la commune, le premier recensement exhaustif entrant dans le cadre du nouveau dispositif a été réalisé en 2006.
En 2022, la commune comptait 241 habitants, en évolution de −1,23 % par rapport à 2016 (Somme : −1,26 %, France hors Mayotte : +2,11 %). Le maximum de la population a été atteint en 1836 avec 370 habitants.
| 1800 | 1806 | 1821 | 1831 | 1836 | 1841 | 1846 | 1851 | 1856 |
| ---- | ---- | ---- | ---- | ---- | ---- | ---- | ---- | ---- |
| 118  | 131  | 281  | 324  | 370  | 354  | 335  | 329  | 330  |

| 1861 | 1866 | 1872 | 1876 | 1881 | 1886 | 1891 | 1896 | 1901 |
| ---- | ---- | ---- | ---- | ---- | ---- | ---- | ---- | ---- |
| 319  | 356  | 344  | 334  | 296  | 294  | 280  | 279  | 267  |

| 1906 | 1911 | 1921 | 1926 | 1931 | 1936 | 1946 | 1954 | 1962 |
| ---- | ---- | ---- | ---- | ---- | ---- | ---- | ---- | ---- |
| 295  | 272  | 251  | 210  | 222  | 220  | 238  | 245  | 282  |

| 1968 | 1975 | 1982 | 1990 | 1999 | 2006 | 2011 | 2016 | 2021 |
| ---- | ---- | ---- | ---- | ---- | ---- | ---- | ---- | ---- |
| 277  | 225  | 232  | 196  | 229  | 266  | 253  | 244  | 240  |

| 2022 | - | - | - | - | - | - | - | - |
| ---- | - | - | - | - | - | - | - | - |
| 241  | - | - | - | - | - | - | - | - |

#### Pyramide des âges
En 2018, le taux de personnes d'un âge inférieur à 30 ans s'élève à 27,4 %, soit en dessous de la moyenne départementale (36,4 %). À l'inverse, le taux de personnes d'âge supérieur à 60 ans est de 27,9 % la même année, alors qu'il est de 26,0 % au niveau départemental.
En 2018, la commune comptait 127 hommes pour 113 femmes, soit un taux de 52,92 % d'hommes, largement supérieur au taux départemental (48,51 %).
Les pyramides des âges de la commune et du département s'établissent comme suit.
| Hommes | Classe d’âge | Femmes |
| ------ | ------------ | ------ |
| 0,8    | 90 ou +      | 0,9    |
| 5,4    | 75-89 ans    | 10,4   |
| 24,0   | 60-74 ans    | 13,9   |
| 26,4   | 45-59 ans    | 31,3   |
| 14,7   | 30-44 ans    | 17,4   |
| 14,0   | 15-29 ans    | 13,9   |
| 14,7   | 0-14 ans     | 12,2   |

| Hommes | Classe d’âge | Femmes |
| ------ | ------------ | ------ |
| 0,6    | 90 ou +      | 1,8    |
| 6,7    | 75-89 ans    | 9,4    |
| 17,2   | 60-74 ans    | 18,1   |
| 19,8   | 45-59 ans    | 19,1   |
| 18,2   | 30-44 ans    | 17,5   |
| 19,4   | 15-29 ans    | 18     |
| 18,2   | 0-14 ans     | 16,2   |

### Enseignement
La commune n'a plus d'école primaire. Les enfants d'âge scolaire se rendent majoritairement à Saint-Valery-sur-Somme.

### Vie associative
Le club de tir d'Estréboeuf s'illustre régulièrement dans les concours. Il détient plusieurs titres nationaux.

## Culture locale et patrimoine

### Lieux et monuments
- Église Saint-Jean-Baptiste.
- Chapelle Pérache (Neuville). Due à deux colonels d'Empire, propriétaires du château voisin à l'époque de sa construction, la chapelle a été donnée à l'hôpital de Saint-Valery.
- Grande fresque d'art urbain réalisée en 2019 par Johann Grenier sur 52 mètres de long décorant un pan de mur de l'ancienne exploitation de carottes Chez Maupin, rue A-Racques (« boue » en picard). Elle représente les quatre saisons : les quatre grandes périodes de vie d'homme et de femme. Le printemps correspond à l'enfance et à l'adolescence ; l'été à la vie que les quadragénaires croquent à pleines dents ; l'automne étant le temps des petits-enfants et de la retraite qui se prolonge vers l'hiver[40].

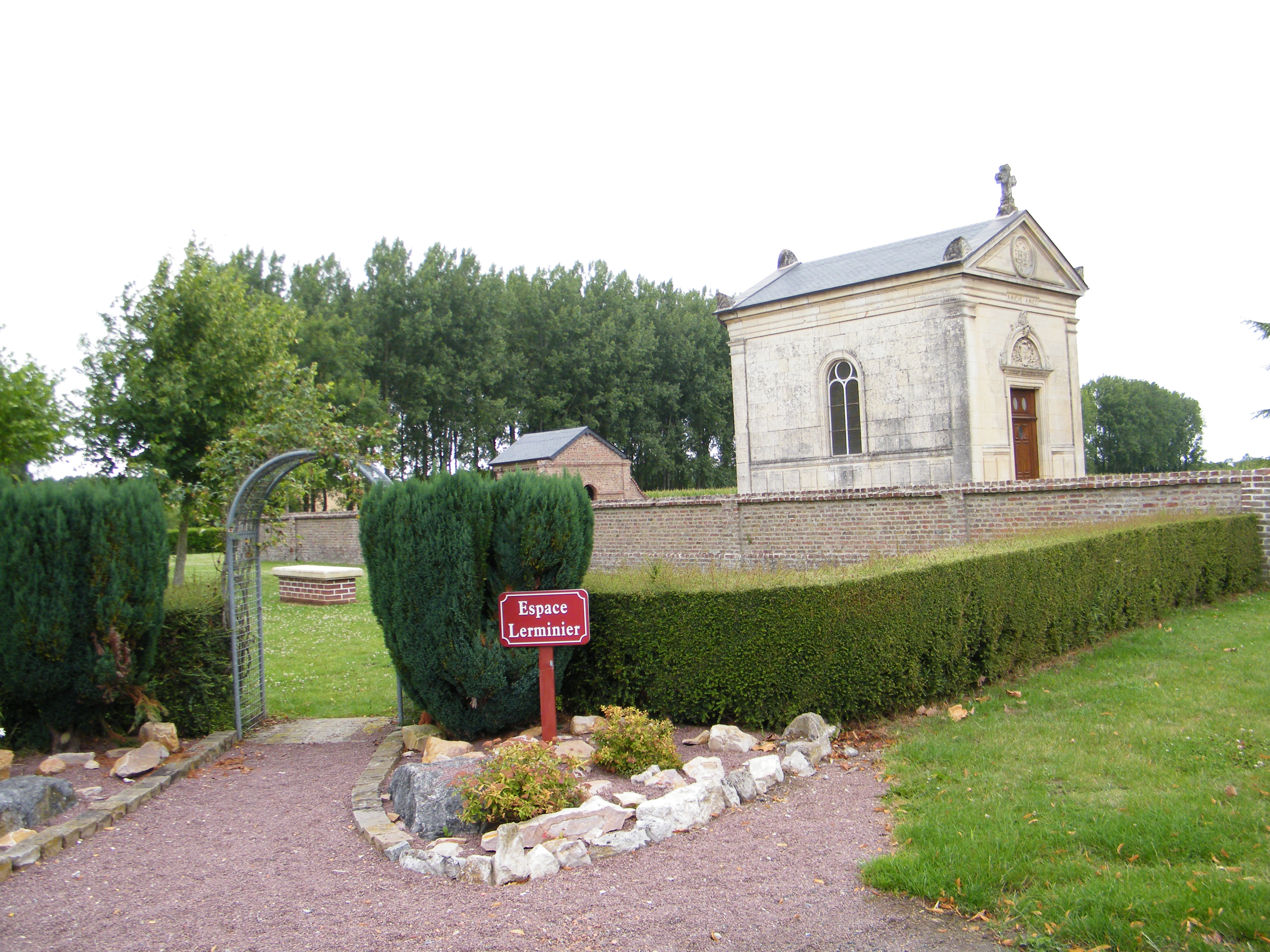
La chapelle Pérache à Neuville[41].
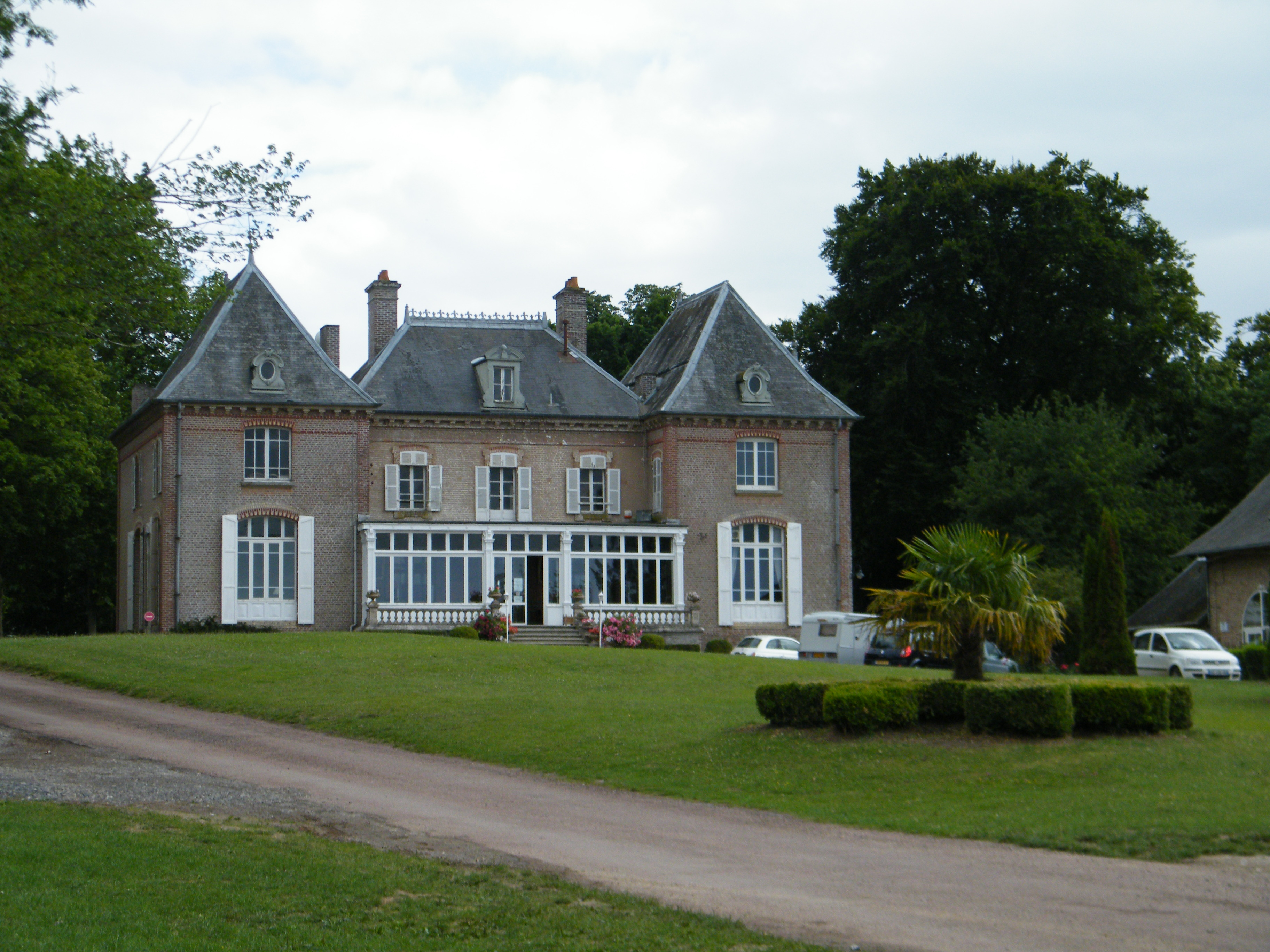
Château de Drancourt.
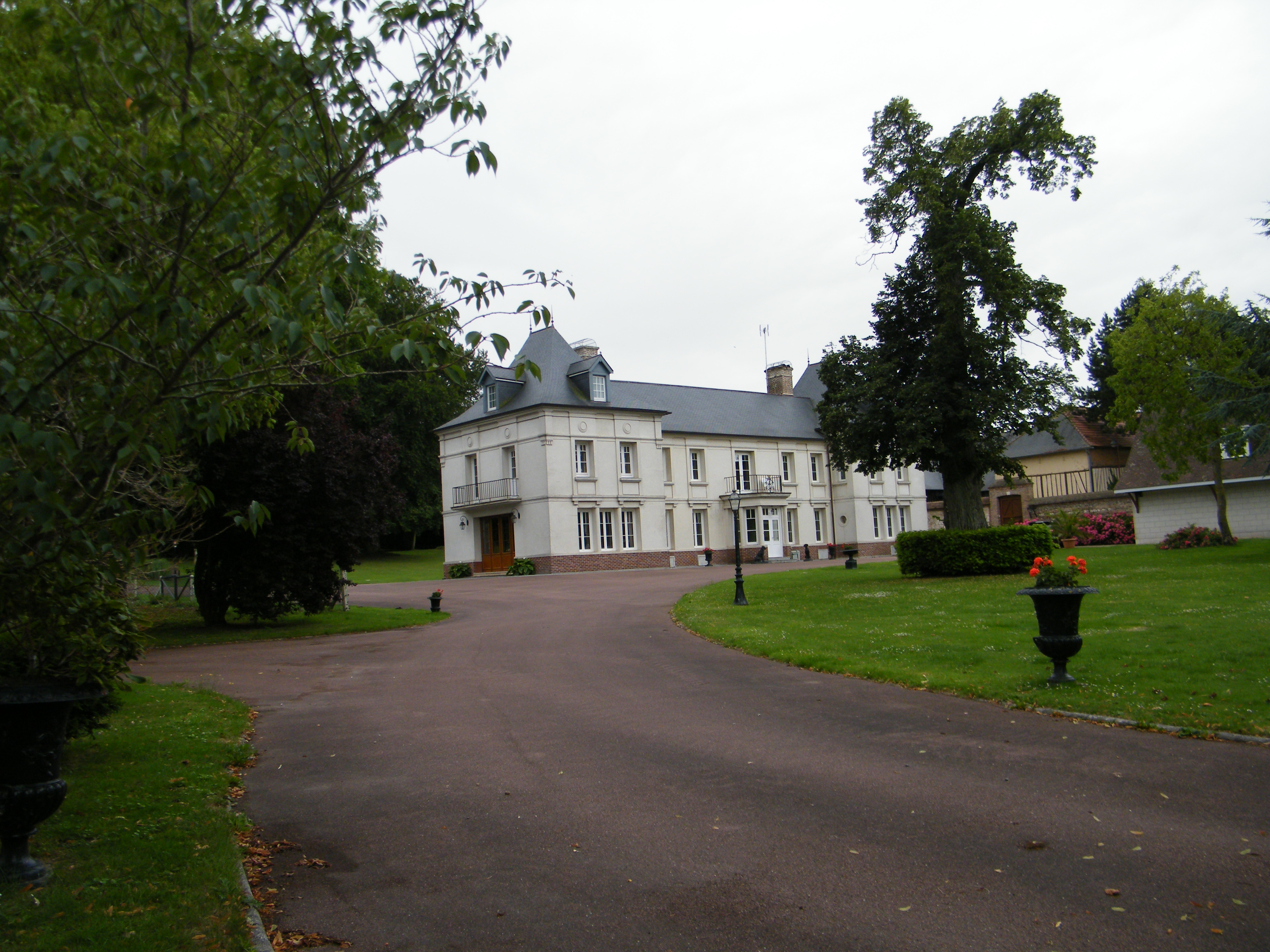
Château de Neuville.
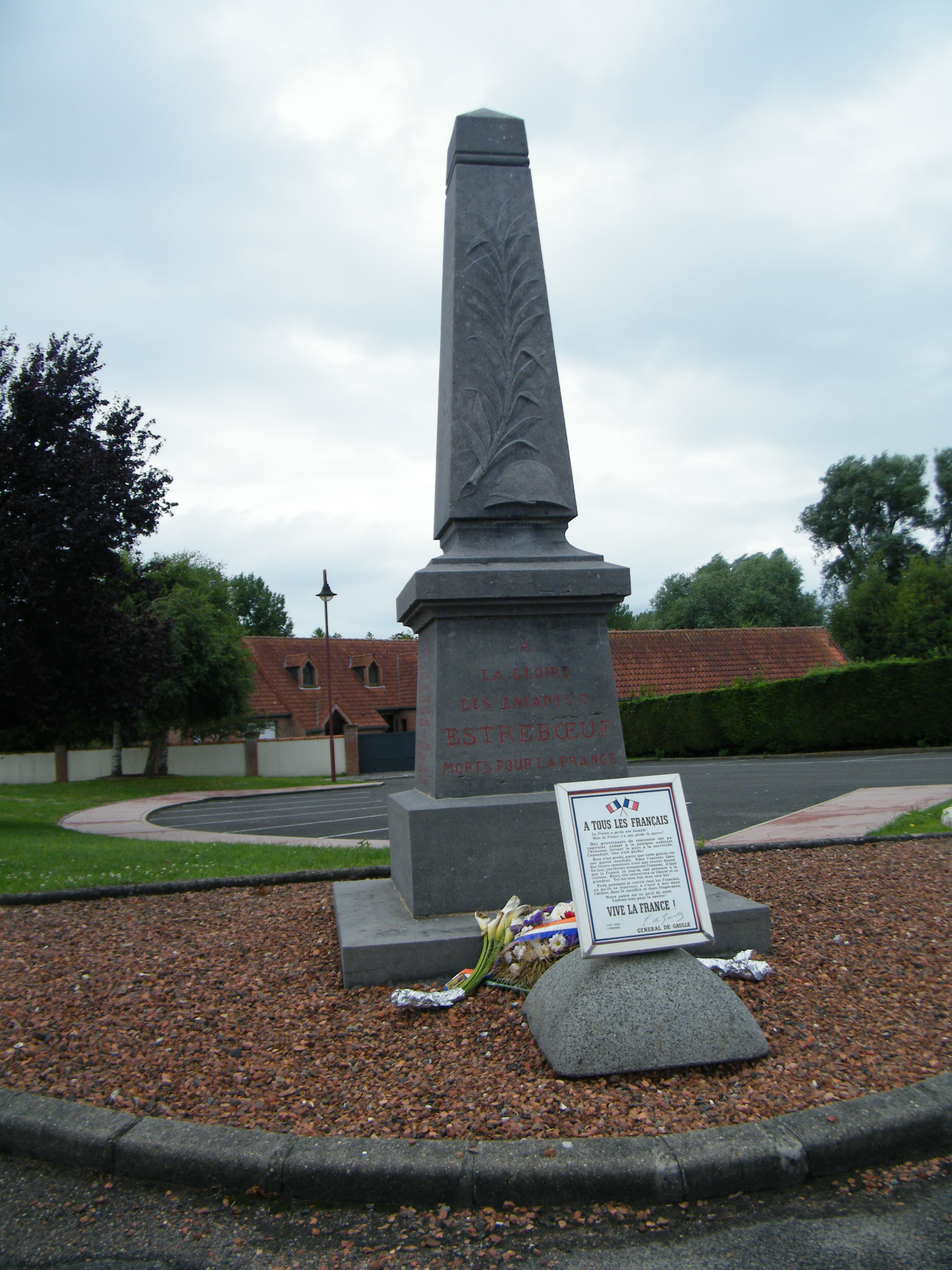
Monument aux morts.
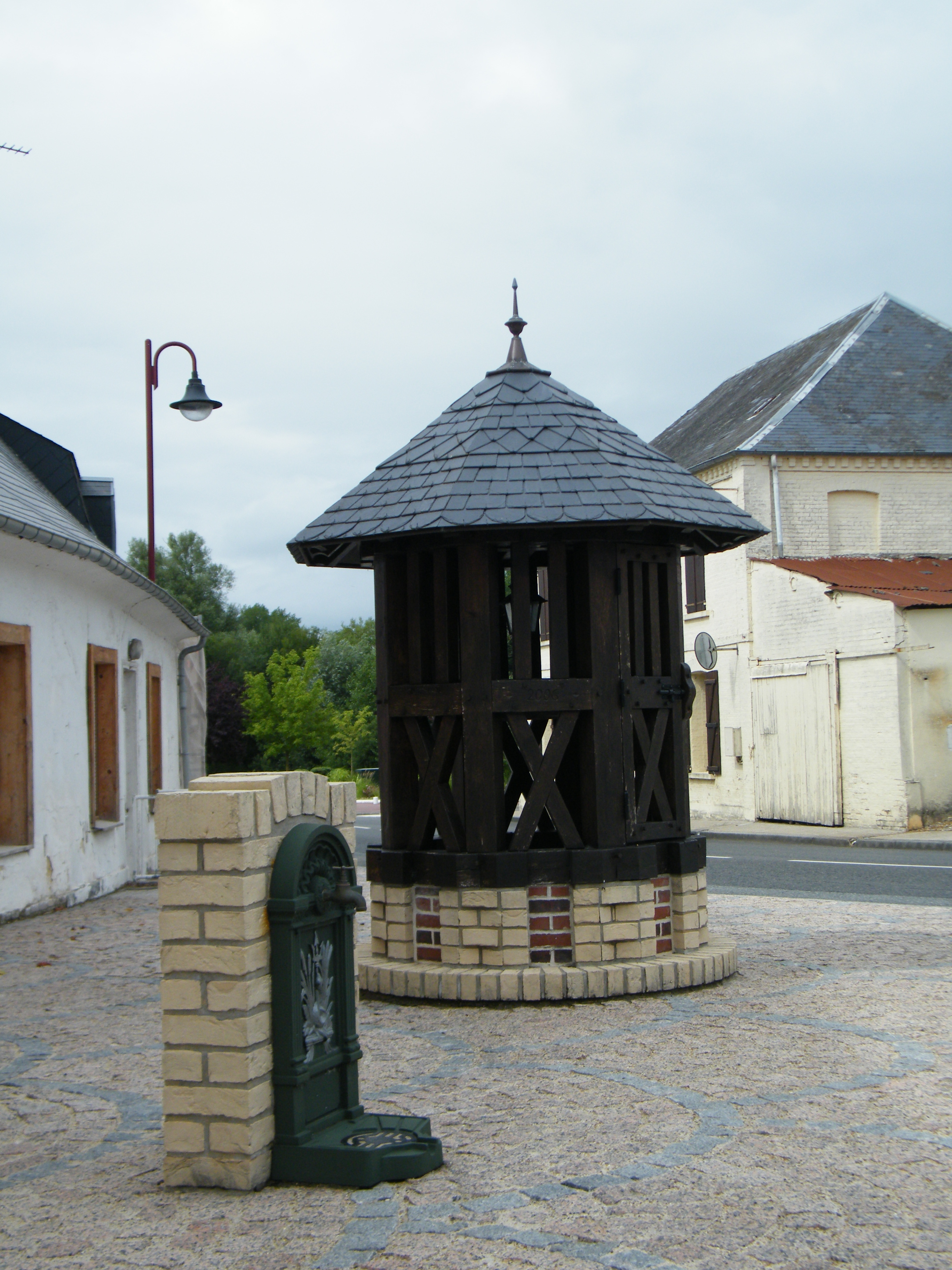
Petit patrimoine.
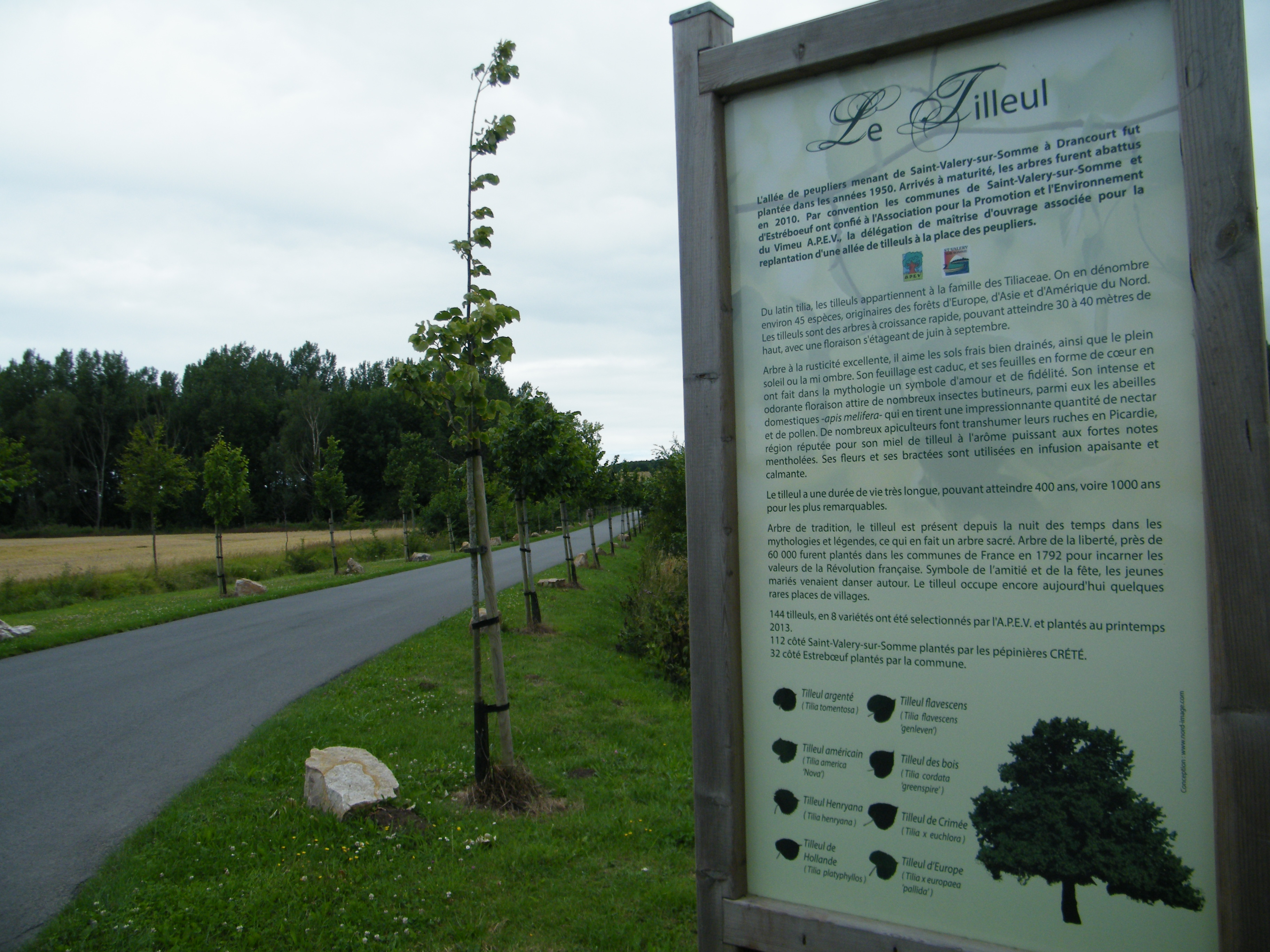
Allée des Tilleuls.

### Personnalités liées à la commune

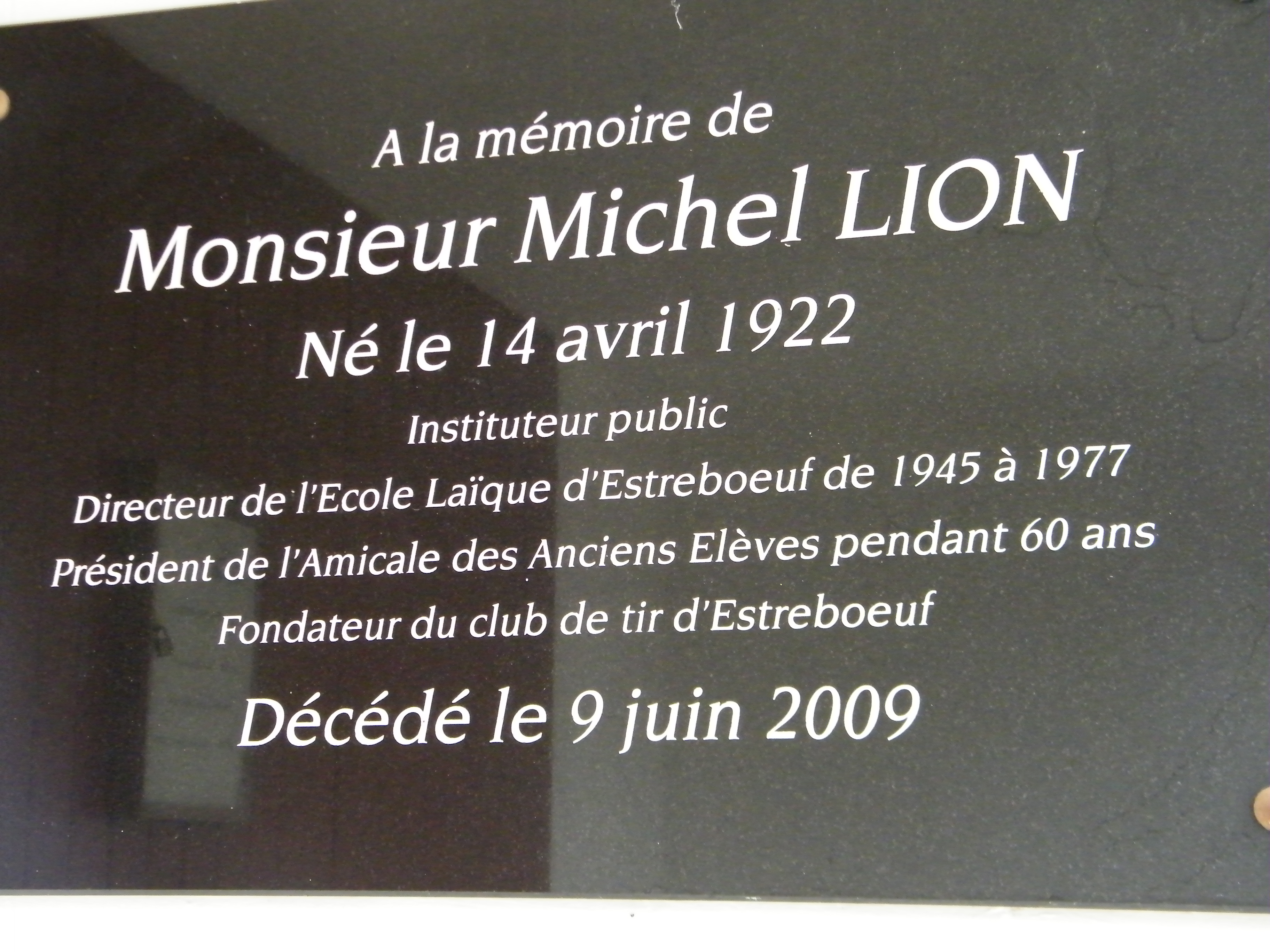
Hommage à Michel Lion.

- Michel Lion (1922-2009), fondateur du club de tir, président de l'Amicale des anciens élèves pendant 60 ans, une plaque lui rend hommage.